# Hendrik Gerard van Holthe tot Echten (1810-1879)
Hendrik Gerard van Holthe tot Echten (Echten, 22 april 1810 - aldaar, 2 juli 1879) was een Nederlandse burgemeester en kantonrechter.

## Leven en werk
Jhr. mr. Van Holthe tot Echten was een zoon van de gedeputeerde van Drenthe Rudolph Otto van Holthe tot Echten en Anna Geertruida van Echten. Hij studeerde rechten en promoveerde in 1834 aan de universiteit van Groningen. Hij volgde in 1835 zijn broer Rudolph Arent op als burgemeester van Ruinen. In 1843 werd hij benoemd tot burgemeester van Hoogeveen. Deze functie vervulde hij tot 1846. Hij werd vervolgens benoemd tot kantonrechter in Hoogeveen. Hij was kantonrechter tot 1877. Van 1846 tot zijn overlijden in 1879 was hij lid van Provinciale Staten van Drenthe. In 1875 volgde hij weer zijn broer Rudolph Arent, die in december van dat jaar was overleden, op, nu als voorzitter van het Genootschap ter bevordering van de landbouw in Drenthe. De voorzittersfunctie van het Landbouw Genootschap vervulde hij tot zijn overlijden in juli 1879. Hij overleed op 69-jarige leeftijd te Echten.